# 1929 en Bretagne
 Chronologie de la Bretagne
- 1925
- 1926
- 1927
- 1928
- 1929
- 1930
- 1931
- 1932
- 1933

Cette page recense des événements qui se sont produits durant l'année 1929 en Bretagne.

## Société

### Météo et catastrophes naturelles
- 11 janvier : Neige abondante à Rennes[1]

### Naissances
- 6 février à Brest : Pierre Brice, né Pierre Le Bris , mort le 6 juin 2015[2],[3] à Compiègne,  comédien français, célèbre auprès du public allemand pour avoir incarné l'Apache Winnetou au cinéma et à la télévision, dans des westerns adaptés des romans de Karl May.

- 7 mai à Brest : Jacques Jullien, mort le 10 décembre 2012 à Rennes, évêque catholique français, archevêque de Rennes de 1985 à 1998.

### Décès
- 27 juillet : François Cadic, écrivain et folkloriste

## Politique

### Élections sénatorialesdu20 octobre
Sont élus ou réélus :
- Pour le Finistère : Maurice Fenoux (réélu)[4], Yves Guillemot (réélu)[5], Ferdinand Lancien (réélu)[6], Georges Le Bail (réélu)[7].

## Culture

### Arts
1er-4 septembre : Gouel Bleun Brug à Douarnenez organisé par le Bleun-Brug (Fleurs de bruyères) avec l'aide du mouvement artistique Seiz Breur (les sept frères).